# Anne Maag
Anne Maag (* 10. August 1890 in Ebingen als Anne Pfannmüller; † 25. August 1934 in Gobabis, Südwestafrika) war eine deutsche Lyrikerin, Schriftstellerin und Farmerin in Deutsch-Südwestafrika.

## Leben
Anne war die Tochter des vermögenden Fabrikbesitzers Pfannmüller und wurde, da sie schon mit 13 Jahren Vollwaise war, von ihren erwachsenen Geschwistern erzogen. Nachdem sie eine Schule für Höhere Töchter und ein Pensionat in Freiburg im Breisgau  besucht hatte, heiratete sie 1910 Alfons Maag, der soeben sein Veterinärstudium absolviert hatte. Im Frühjahr 1914 wanderten beide nach Deutsch-Südwestafrika aus und bewirtschafteten dort eine Farm in der Nähe von Gobabis. Alfons erkrankte 1932 an Krebs und starb am 26. Januar 1933 in Ebingen, wo er sich zur Behandlung aufhielt. Anne, die bis zuletzt auch als Arzthelferin in der Tierarztpraxis ihres Ehemanns in Windhuk und Gobabis mitgewirkt hatte, kehrte 1933 nach Gobabis zurück. Sie fand ihre Farm durch Hochwasser verwüstet vor. Beim Wiederaufbau starb sie, körperlich und finanziell erschöpft, am 25. August 1934 und wurde bei Gobabis bestattet.

## Werke
- Afrikanische Tiergeschichten und anderes (Aachen, 1937; von ihren Angehörigen publiziert; Zeichnungen von E. von Bruchhausen)
- Die schönsten afrikanischen Tiergeschichten und Gedichte (Windhoek, 1986; hg., Neubearb. u. Biogr. L. Kuntze; Illustr. U. Remmert; gek. Neuausg., ebd. 2011; Illustr. Neuausg., ebd. 2020)